# Prokop Lupáč z Hlaváčova
Prokop Lupáč z Hlaváčova (auch Lupacius, Lupacyus, Lupatius, M. Procopio Lvpacio Hlavvaczovvaeo, deutsch Prokop Lupáč von Hlaváčov; * etwa 1530 in Prag; † 4. April 1587 in Taus) war ein tschechischer humanistischer Schriftsteller und Historiker.

## Leben
Prokop Lupáč studierte an der Karls-Universität, wo er 1558 den akademischen Abschluss eines Baccalaureus erwarb und 1561 die Magister wurde. Anschließend lehrte er bis 1563 an der Lateinschule in Nimburg. 1562 wurde er mit dem Attribut z Hlaváčova in den Adelsstand erhoben. Ab 1563 lehrte er an der Karlsuniversität, wo u. a. Daniel Adam z Veleslavína zu seinen Schülern gehörte. Von 1566 bis 1568 bekleidete er das Amt des Dekans der Philosophischen Fakultät. 1569 wurde er Ratschreiber von Taus, wo er 1572 zum Ratsherrn aufstieg. Nach der Heirat 1574 mit einer Bürgerlichen beschäftigte er sich zunehmend mit der Vermögensverwaltung und dem Handel mit Grundstücken und Immobilien.
Bereits 1556 wurde Prokop Lupáč durch seinen Lehrer M. Collin in den Dichterkreis von Jan Hodějovský z Hodějova eingeführt, durch den seine schriftstellerische Laufbahn begann. Zu seinen engsten Freunden gehörten u. a. Petrus Codicillus und David Crinitus z Hlavačova.
Sein bedeutendstes Werk war die Bearbeitung des lateinischen historischen Kalenders „Rerum Bohemicarum Ephemeris sive Kalendarium historicum“, in dem er, ähnlich wie der Wittenberger Prediger Paul Eber, die Ereignisse nach den Tagen im Jahr aufführt. Diese Sortierung ermöglicht eine kausale Aussage der geschichtlichen Ereignisse und beinhaltet eine Reihe geschichtlicher Fakten, deren Quellen heute unbekannt sind. Gleichzeitig vermittelt der Kalender umfangreiche Informationen zum Kulturleben des 16. Jahrhunderts. Das Werk erschien erstmals 1578 in Nürnberg und 1584 im Prager Nigrin-Verlag.

## Werke
- Rerum Boemicarum Ephemeris, sive kalendarium historicum, Nürnberg 1578 und Prag 1584
- Reconditis Vetervm annalium monumentis erutum M. Procopio Lvpacio Hlavvaczovvaeo
- Opus nunc primùm in lucem editum, vnà cum coronide ac locuplete
- Carmen gratulatorium in honorem nuptiarum Dan. Ad. Pragenii, Prag 1576
- Historia o Císaři Karlovi toho jména čtvrtem, Kraĺi Českém. Prag 1848